# Vadosfa
Vadosfa là một thị trấn thuộc hạt Győr-Moson-Sopron, Hungary. Thị trấn này có diện tích 4,19 km², dân số năm 2010 là 73 người, mật độ 17 người/km².